# Волусиан
Гай Вибий Афиний Гал Вендумниан Волусиан (на латински: Gaius Vibius Afinius Gallus Veldumnianus Volusianus), син и съимператор на Требониан Гал в периода 251 – 253 г. Негова майка е Афиния Гемина Бебиана.
Смъртта на Деций в началото на юни 251 г. води до избирането на Требониан Гал начело на империята. Гал осиновява сина на Деций – Хостилиан и той остава съвладетел, както по времето на баща си. По-късно през 251 г. Хостилиан умира от чума и Волусиан го замества като август и съвладетел.
Волусиан е убит заедно с баща си от собствените им войници в 253 г. в Интерамна.
- Тетрадрахма с изображение Волусиан
- Монета на Волусиан